# ایستگاه اندرسون مسا
ایستگاه اندرسون مسا یا ایستگاه تخت‌تپه اندرسون (به انگلیسی: Anderson Mesa Station)؛ یک رصدخانهٔ اخترشناسی در ایالات متحده آمریکا است. این ایستگاه در سال ۱۹۵۹ میلادی برای مشاهده آلودگی نوری به وسیلهٔ رصدخانه لوول تأسیس شده‌است. این سایت در حدود ۱۲ مایلی (۱۹ کیلومتری) جنوب شرقی پردیس اصلی لووِل بر روی تپهٔ مارس‌هیل در فلگستف آریزونا در مجموعه تخت‌تپهٔ اندرسون در شهرستان کاکانینو واقع شده‌است.